# La Romana (Hiszpania)
La Romana – gmina w Hiszpanii, w prowincji Alicante, we wspólnocie autonomicznej Walencja, o powierzchni 43,29 km². W 2011 roku liczyła 2509 mieszkańców.